# Tsui Hark

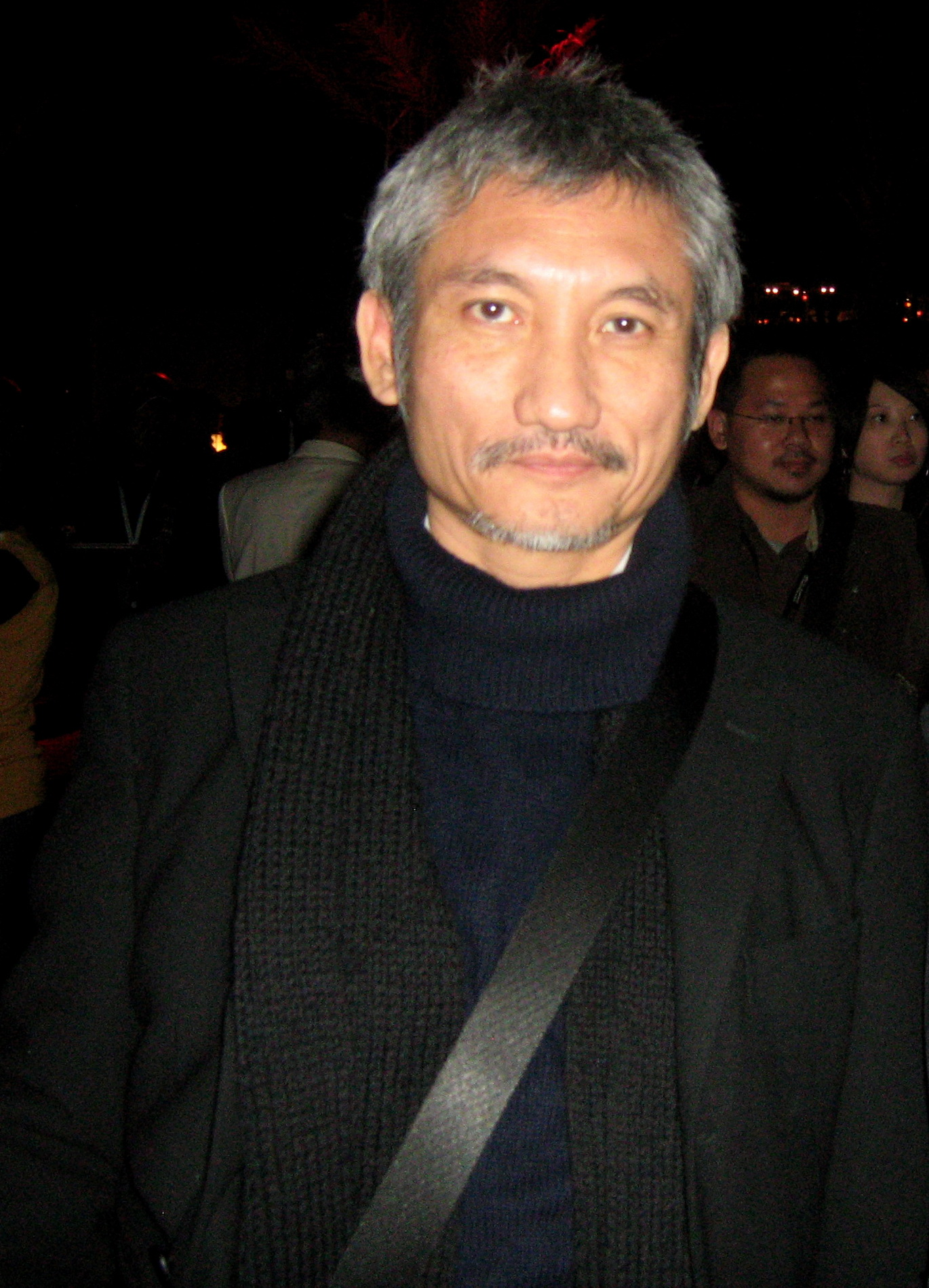
Tsui Hark

Tsui Hark (en xinès: 徐克; en pinyin: Xú Kè) (15 de febrer del 1951) és un productor, guionista i director de Hong Kong, nascut al Vietnam.

## Biografia
El 1966, a l'edat de sis anys, Tsui Man Kong (徐文光) es traslladà a Hong Kong per completar-hi la seva educació secundària, i posteriorment a Texas (Estats Units) a estudiar-hi cinematografia. A Nova York treballà com a editor d'un periòdic local i director de programes documentals per a televisió. Amb aquesta experiència tornà a Hong Kong per a treballar-hi com a productor i director televisiu, destacant-ne la sèrie del 1978 Gold Dagger Romance, basada en la novel·la de Ku Lung. A l'any següent debutà com a director cinematogràfic amb The Butterfly Murders. El seu primer èxit internacional fou Zu: Els guerrers de la Muntanya Màgica (新蜀山劍俠, 1983), que li proporcionarà el suport necessari per fundar juntament amb la seva dona Nanshun Shi la seva pròpia companyia productora: Film Workshop, per finançar les seves pròpies pel·lícules i projectes d'altres directors com John Woo (A Better Tomorrow) o Tony Ching (Una història xinesa de fantasmes) que tindran un gran èxit en taquella. Sempre atret pel gènere fantàstic, el 1986 creà el seu propi estudi d'efectes visuals: Cinefex Workshop. El 1991 obtingué el Hong Kong Film Award al millor director per Vet aquí una vegada a la Xina, que generarà diverses seqüeles i una sèrie de televisió fins al 1996; el 2000 fou guardonada al Festival de Venècia El temps no espera i el 2006 l'Associació de Crítics de Cinema de Hong Kong premià Set espases com a pel·lícula de mèrit. Tsui també provà fortuna a Hollywood dirigint dos vehicles per a Jean-Claude Van Damme el 1997 i 1998.